# فرانك أ. داي
فرانك أ. داي هو سياسي أمريكي، ولد في 30 سبتمبر 1855 في مقاطعة غرين في الولايات المتحدة، وتوفي في 27 ديسمبر 1928 في وينونا في الولايات المتحدة. نشط حزبياً في الحزب الجمهوري. وقد انتخب عضو مجلس ولاية مينيسوتا ‏ وانتخب عضو مجلس نواب مينيسوتا ‏.